# Campionati mondiali di tiro 1921
I campionati mondiali di tiro 1921 furono la diciannovesima edizione dei campionati mondiali di questo sport e si disputarono a Lione. La nazione più medagliata furono gli Stati Uniti.

## Risultati

### Uomini

#### Carabina
| Evento                     | Oro                                                                                 | Oro       | Argento                                                                        | Argento   | Bronzo                                                                    | Bronzo    |
| Evento                     | Atleta                                                                              | Risultato | Atleta                                                                         | Risultato | Atleta                                                                    | Risultato |
| 300m 3 posizioni           | Walter Stokes                                                                       | 1055      | Carl Osburn                                                                    | 1032      | Josias Hartmann                                                           | 1014      |
| 300m a terra               | Walter Stokes                                                                       | 372       | James Christian                                                                | 372       | Morris Fisher                                                             | 369       |
| 300m in ginocchio          | Walter Stokes                                                                       | 357       | Josias Hartmann                                                                | 348       | Carl Osburn                                                               | 341       |
| 300m in piedi              | Walter Stokes                                                                       | 326       | Josias Hartmann                                                                | 324       | Karl Zimmermann                                                           | 322       |
| 300m 3 posizioni a squadre | Stati Uniti James Christian Morris Fisher Carl Osburn Arthur Rothrock Walter Stokes | 5015      | Svizzera Gustave Amoudruz Josias Hartmann Hans Hänni Emil Zäch Karl Zimmermann | 4933      | Francia Paul Colas Léon Johnson André Parmentier Louis Percy Georges Roes | 4609      |

#### Carabina militare
| Evento            | Oro             | Oro       | Argento         | Argento   | Bronzo          | Bronzo    |
| Evento            | Atleta          | Risultato | Atleta          | Risultato | Atleta          | Risultato |
| 300m 3 posizioni  | Camillo Isnardi | 474       | Riccardo Ticchi | 461       | Léon Johnson    | 460       |
| 300m a terra      | Dupuis          | 170       | Karl Zimmermann | 167       | Léon Johnson    | 167       |
| 300m in ginocchio | Camillo Isnardi | 164       | Albert Regnier  | 158       | Carl Osburn     | 157       |
| 300m in piedi     | Raffaele Frasca | 154       | Achille Paroche | 152       | Camillo Isnardi | 151       |

#### Pistola
| Evento        | Oro                                                                                   | Oro       | Argento                                                                            | Argento   | Bronzo                                                                 | Bronzo    |
| Evento        | Atleta                                                                                | Risultato | Atleta                                                                             | Risultato | Atleta                                                                 | Risultato |
| 50m           | Hans Hänni                                                                            | 515       | John Thomas                                                                        | 506       | Giancarlo Boriani                                                      | 505       |
| 50m a squadre | Italia Giancarlo Boriani Raffaele Frasca Franco Micheli Luigi Moretto Riccardo Ticchi | 2469      | Svizzera Mathias Brunner Domenico Giambonini Hans Hänni Fritz Zulauf Caspar Widmer | 2465      | Francia R. Pecchia Paul Maujean Louis Tetart Léon Johnson André Regaud | 2464      |

## Medagliere
Nazione ospitante
| Posiz. | Nazione     | Oro | Argento | Bronzo | Totale |
| ------ | ----------- | --- | ------- | ------ | ------ |
| 1      | Stati Uniti | 5   | 3       | 3      | 11     |
| 2      | Italia      | 4   | 1       | 2      | 7      |
| 3      | Svizzera    | 1   | 5       | 2      | 8      |
| 4      | Francia     | 1   | 2       | 4      | 7      |